# Teatr Widzenie
Teatr Widzenie - teatr założony i prowadzony przez Adama Bartosia, funkcjonuje od 2001 r. w kilkuosobowej grupie pasjonatów sztuki teatru. Obecną siedzibą grupy jest ACK UMCS "Chatka Żaka" w Lublinie.